# Ormyrus salmanticus
Ormyrus salmanticus is een vliesvleugelig insect uit de familie Ormyridae. De wetenschappelijke naam is voor het eerst geldig gepubliceerd in 1984 door Nieves Aldrey.